# Jacqueline Murekatete
Jacqueline Murekatete là nhà hoạt động nhân quyền, là một trong những người sống sót sau nạn diệt chủng Rwandan, sau đó sáng lập Tổ chức Nhân quyền của NGO Jacqueline. Năm cô 09 tuổi, Murekatete đã mất phần lớn các thành viên ruột thịt của gia đình trong vụ diệt chủng ở quê hương, cô được cấp tị nạn vào năm 1995 tại Mỹ, nơi cô được chú của mình nuôi dưỡng. Murekatete bắt đầu kể câu chuyện của cuộc đời mình sau khi David Gewirtzman, một người sống sót của The Holocaust, nói về những trải nghiệm của mình tại trường của cô.
Góc nhân quyền của tổ chức NGO Jacqueline của Murekatete đã được tạo ra dưới sự bảo vệ của Miracle Corners of the World. Nhóm dành thời gian của mình trong việc giáo dục mọi người về nạn diệt chủng, và để gây quỹ ủng hộ, chia sẻ với những người sống sót sau cuộc diệt chủng ở Rwanda.

## Giải thưởng
Murekatete được Đại học New York vinh danh năm 2011 với Giải thưởng Alumna trẻ xuất sắc, và cô là một trong những người nhận trợ cấp và người chiến thắng giải thưởng VH1 Do Something Awards 2010. Cô cũng là người nhận Giải thưởng Hòa bình và Khoan dung Toàn cầu của Liên Hợp Quốc. Giải thưởng là đánh giá cho những cống hiến của cô, sự can đảm, đồng thời là một nạn nhân sống sót của nạn diệt chủng Rwandan.